# ماه خاتوني (كوه بنج)
ماه خاتوني (بالفارسية: ماه خاتونی) هي قرية تقع في إيران في البلدة المركزية.